# Xaronval
Xaronval là một xã ở tỉnh Vosges, vùng Grand Est, Pháp. Xã này có diện tích 5,25 kilômét vuông dân số năm 1999 là 67 người. Xã này nằm ở khu vực có độ cao trung bình 270 m trên mực nước biển.
Người dân địa phương danh xưng tiếng Pháp là Xaronvaux.

## Biến động dân số
| 1962                                         | 1968 | 1975 | 1982 | 1990 | 1999 |
| -------------------------------------------- | ---- | ---- | ---- | ---- | ---- |
| 85                                           | 93   | 84   | 66   | 67   | 67   |
| Số liệu từ năm 1962: Dân số không tính trùng |      |      |      |      |      |